# Тунелепрохідницька машина

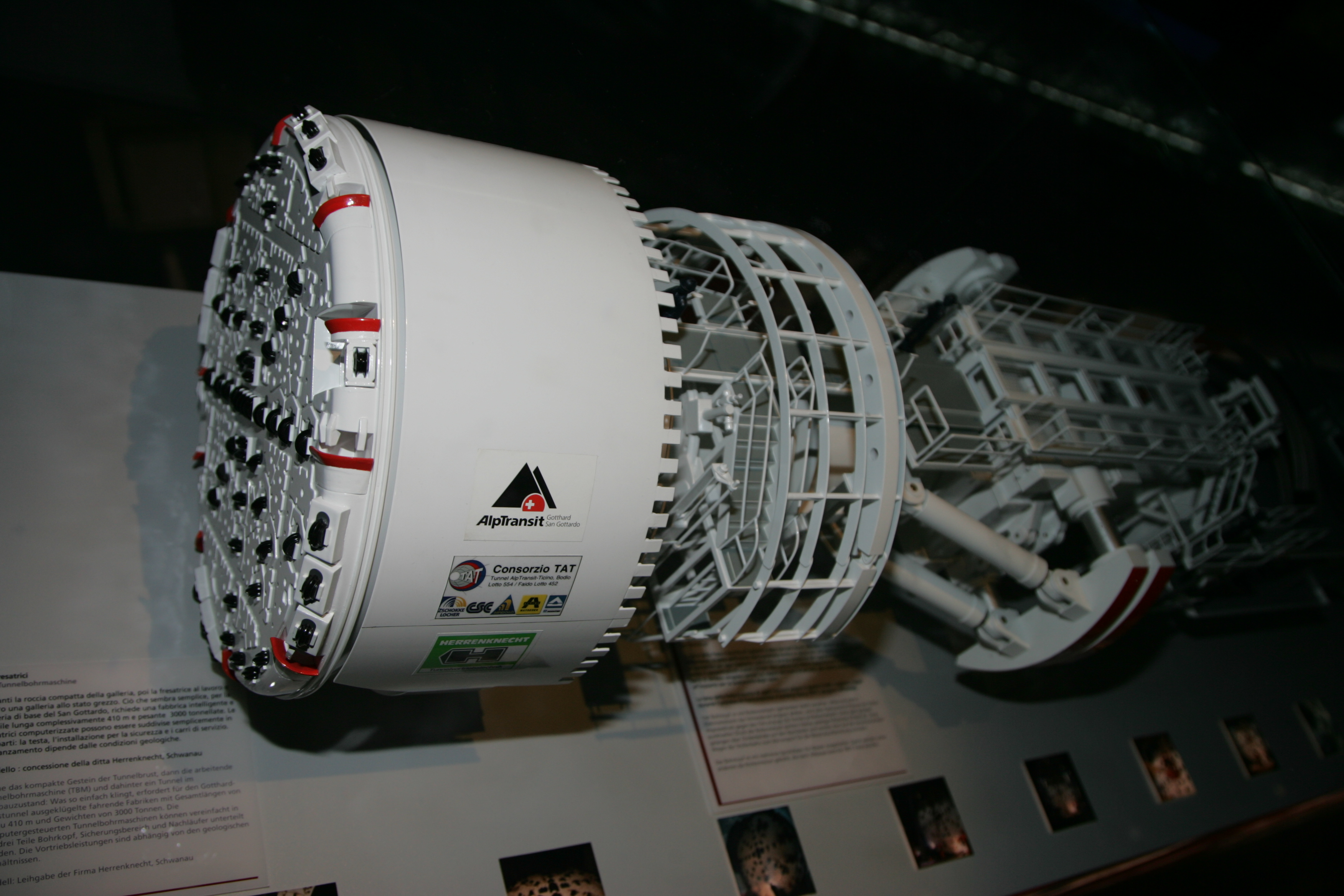
Макет тунелепрохідницької машини, що використовувалася при будівництві Готтардського базисного тунеля.

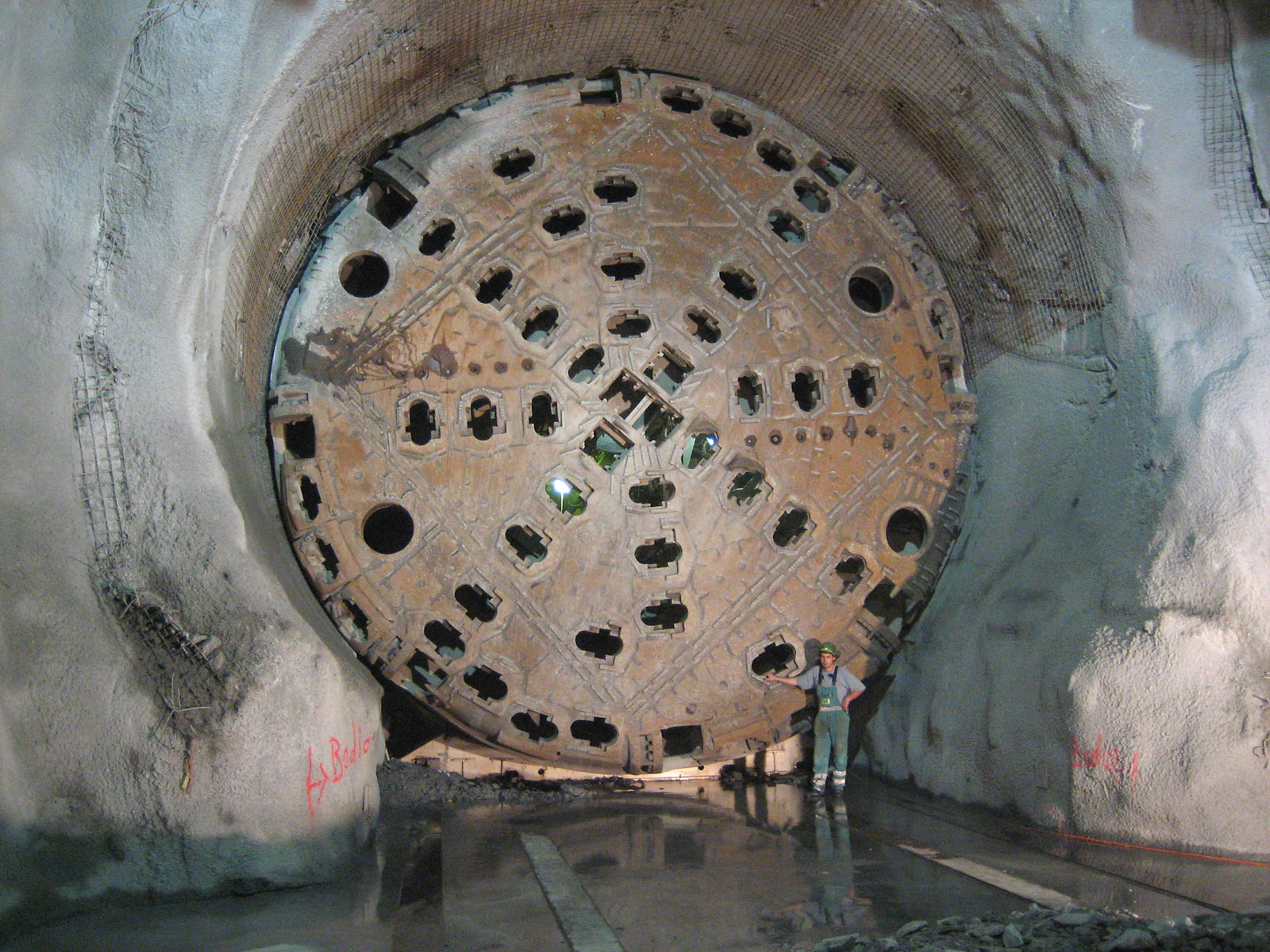
Тунелепрохідницька машина

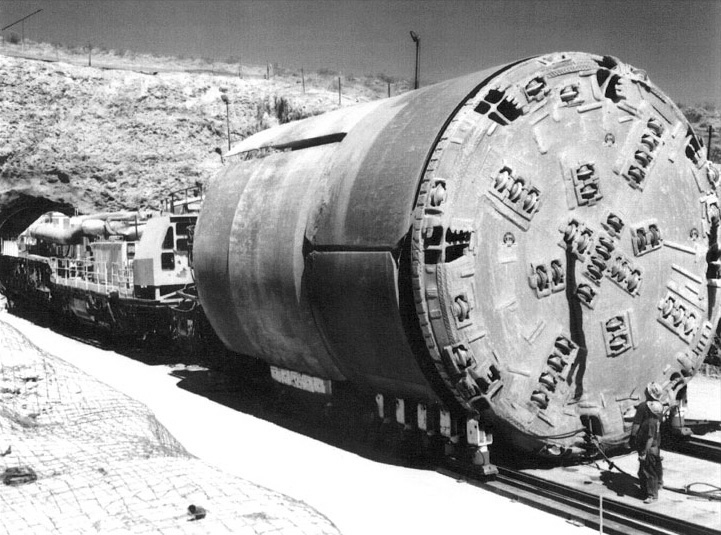
Щитовий прохідницький комплекс для проходження тунелей

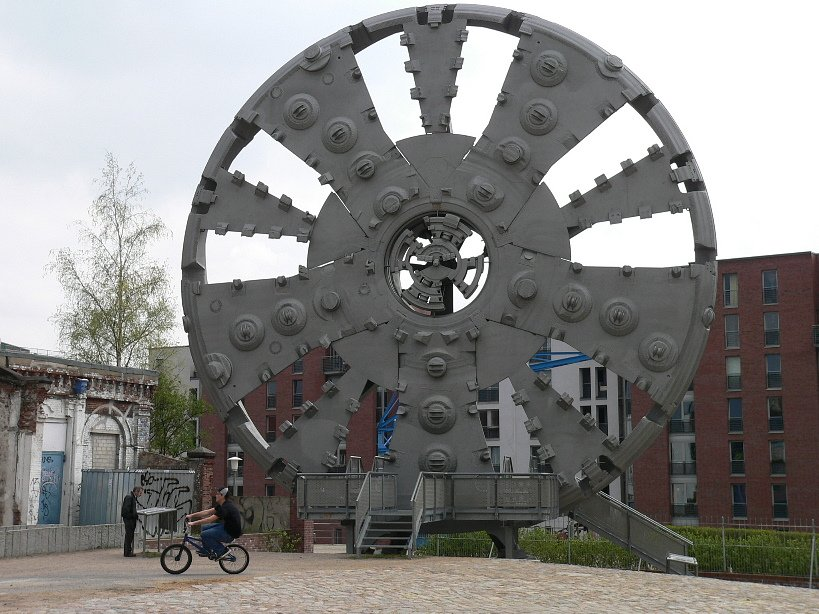
Робочий орган тунелепрохідницької машини

Тунелепрохідницька машина (тунелепрохідницький комплекс) — агрегат, призначений для проходки тунелів.

## Опис
Тунелепрохідницька машина виконує механізоване руйнування вибою, навантаження зруйнованої породи, зведення кріплення. До числа Т.м. відносять механізовані щити прохідницькі, прохідницькі комбайни, тунельні комплекси.
Існують тунелепрохідницькі машини для спорудження тунелів з монолітною пресобетонною обробкою стін, машини (щити) для будівництва тунелів з труб, мікрощити, а також щитові комплекси для відкритих робіт.
У пливунних нестійких ґрунтах, при значному тиску ґрунтових вод використовуються прохідницькі комплекси з гідропідвантаженням («Slurry Shield»). У таких комплексах у привибійну частину, під тиском до десятків атмосфер нагнітається бентонітовий розчин, що дозволяє підтримувати вибій у стабільному положенні навіть у найважчих пливунних ґрунтах. Відбита порода гідравлічно відводиться разом з бентонітом по трубопроводу.
Далі у спеціальному сепараційному пристрої гірська порода відокремлюється від бентоніту, який повертається у процес.

## Інтернет-ресурси
- 2.M-30 EPB Tunnel Boring Machine — the largest built in the world
- Video on how a Tunnel Boring Machine works
- Crossrail tunnel boring machines
- Prairie Dog Boring Equipment